# Drosophila praesutilis
Drosophila praesutilis är en tvåvingeart som beskrevs av Elmo Hardy 1965. Drosophila praesutilis ingår i släktet Drosophila och familjen daggflugor.
Artens utbredningsområde är Hawaii.